# Vojna šola Jugoslovanske ljudske armade
Vojna šola JLA (srbohrvaško: Ratna škola JNA) je bila vojaška akademija, ki je delovala v sestavi Jugoslovanske ljudske armade.

## Zgodovina
Šola je opravljala najvišje možno šolanje znotraj JLA za potrebe usposabljanja visokih častnikov, ki bi služili v višjih štabih in poveljstvih JLA na ravni divizije, korpusa in armade. Ustanovljena je bila leta 1954 in pričela delovati s šolskim letom 1955/56. 
Vsako leto so sprejeli med 10 in 15 slušateljev, ki so morali končati Šolo taktike oz. njej enakovredno ustanovo ter uspešno opraviti sprejemni izpit.

## Ljudje
Načelniki šole
- generalpodpolkovnik Milutin Morača (1954 - 1958)
- generalpodpolkovnik Radomir Bobić (1958 - 1961)
- generalpodpolkovnik Nikola Ljubičić (1961 - 1963)
- generalpodpolkovnik Franc Poglajen (1963 - 1965)
- generalpodpolkovnik Vaso Jovanović (1965 - 1968)
- generalpolkovnik Petar Matić (1968 - 1971)
- generalpolkovnik Milorad Janković (1971 - 1977)
- generalpolkovnik Stevo Ilić (1977 - 1982)